# Kirgou-Gourma
Ne doit pas être confondu avec Kirgou-Peulh.
Kirgou-Gourma est une commune rurale située dans le département de Foutouri de la province de la Komondjari dans la région de l'Est au Burkina Faso.

## Santé et éducation
Le centre de soins le plus proche de Kirgou-Gourma est le centre de santé et de promotion sociale (CSPS) de Tankoualou.